# Какав радостан дан
„Какав радостан дан” је југословенски кратки филм из 1985. године. Режирао га је Владимир Славица који је написао и сценарио.

## Улоге
| Глумац           | Улога |
| ---------------- | ----- |
| Бранимир Брстина |       |
| Азра Ченгић      |       |